# Jakob Hutter
Jakob Hutter (1500-1536) var en tyrolsk anabaptist-leder og grundlægger af hutteritterne.
Jakob Hutter var hattemager fra Sydtyrol (det nuv. Norditalien) og blev leder af den radikale kristne bevægelse, der skyllede igennem de tysktalende områder i Europa i 1520'erne og 30'erne. Mænd og kvinder brød med den romerskkatolske kirke, der i deres øjne var blevet korrupt og ikke længere kunne give dem den åndelige føde, de længtes efter. Tusinder lod sig døbe, hvilket var ulovligt og medførte dødsstraf. I Mähren i det nuv. Tjekkiet var der religiøs tolerance, og her samledes anabaptisterne, som de blev kaldt, sig under Hutters lederskab. De havde fælleseje, var ikke-voldelige og praktiserede dåb af voksne troende.
Jakob Hutter rejste ofte mellem Mähren og Tyrol for at prædike og døbe. Han blev arresteret den 1. december 1535 og ført til Innsbruck, hvor Kong Ferdinand havde sin regering. Her blev han tortureret og levende brændt den 25. februar 1536.

Denne artikel er en oversættelse af artiklen Jacob Hutter på den engelske Wikipedia. 